# Matsumoto Nagi
Nagi Matsumoto (sinh ngày 4 tháng 9 năm 2001) là một cầu thủ bóng đá người Nhật Bản.

## Sự nghiệp câu lạc bộ
Nagi Matsumoto đã từng chơi cho Cerezo Osaka.